# Margarita Morozowa
Margarita Kiriłłowna Morozowa (ros. Маргарита Кирилловна Морозова, ur. 1873 w Moskwie, zm. 3 października 1958 tamże) – rosyjska filantropka i patronka sztuki.

## Życiorys
Urodziła się w rodzinie kupieckiej, jej rodzicami byli Margarita Ottowna Mamontowa, z domu Loewenstein (1852–1929) oraz Kirił Nikołajewicz Mamontow (1848–1879). Jako młoda dziewczyna wykazywała zainteresowanie muzyką, literaturą, filozofią i historią oraz opanowała język francuski. 
W 1891 roku wyszła za mąż za Michaiła Morozowa (1870–1903), pochodzącego z jednej z najbardziej znaczących i najbogatszych rosyjskich rodzin kupieckich. Michaił Morozow nie wykazywał zainteresowania prowadzeniem rodzinnej firmy i chciał wykorzystać odziedziczony kapitał do finansowania swoich zainteresowań naukowych (ukończył historię na Uniwersytecie Moskiewskim) oraz kolekcji malarstwa rosyjskiego i zachodnioeuropejskiego. Morozowowie mieli czworo dzieci: Elenę, Marię, Jurija i Michaiła. Po śmierci męża, w 1903 roku, Margarita Morozowa odziedziczyła znaczny majątek. 
Już za życia Michaiła Morozowa, w ich domu często spotykali się artyści, malarze, aktorzy i krytycy teatralni. Z czasem salon Margarity Morozowej stał się centrum moskiewskiego życia intelektualnego. Wśród jej częstych gości byli pisarz symbolista Andriej Bieły, a także filozof Siergiej Trubecki, z którym Morozowa wydawała dwa czasopisma kulturalne. 
Morozowa interesowała się muzyką i pobierała lekcję gry na fortepianie od Nikołaja Medtnera oraz Aleksandra Skriabina. Temu ostatniemu przyznała stałą pensję oraz finansowała jego koncerty. Finansowała także koncerty muzyki rosyjskiej organizowane przez Siergieja Diagilewa we Francji. 
Prowadziła różnego rodzaju działalność charytatywną. W 1910 roku przekazała 60 obrazów z kolekcji swojego męża na rzecz Galerii Tretiakowskiej. W swoim majątku w guberni kałuskiej utworzyła dom dziecka, a po wybuchu I wojny światowej, zorganizowała szpital w swojej moskiewskiej kamienicy. 
Po wybuchu rewolucji październikowej majątek Morozowej został znacjonalizowany, ona pozostała bez środków do życia, wspomagana przez rodzinę i znajomych. Dopiero w 1952 roku, po śmierci Stalina, uzyskała niewielką państwową emeryturę.